# 岩井由紀
岩井 由紀（いわい ゆき）は、日本のゲームサウンドクリエイター。大阪府出身。旧姓は里村。

## 略歴
カプコンに所属当初は『アラジン』やロックマンXシリーズなど家庭用ゲームの作品を担当。
1995年以降からはストリートファイターシリーズやVS.シリーズといったアーケードの対戦格闘ゲームの音楽を手掛けている。フリーランス後は同じく元カプコンの岩井隆之と共にゲームサウンド制作チーム「Wavelink Zeal」を結成する。現在はゲームサウンド制作チームで活動中。

## 人物
大阪芸術大学 作曲専攻卒業。1991年から2000年まで株式会社カプコンに所属。2000年からはフリーランスで活動。

## 作品

### カプコン時代
- ザ・キングオブドラゴンズ
- レッドアリーマーII
- ワイリー&ライトのロックボード ザッツ☆パラダイス
- アラジン
- グーフィーとマックスの海賊島の大冒険
- ロックマンX
- ロックマンX2
- ファイナルファイト2
- ストリートファイター リアルバトル オン フィルム
- MARVEL SUPER HEROES
- ロックマン2・ザ・パワーファイターズ
- X-MEN VS. STREET FIGHTER
- ストリートファイターIII -NEW GENERATION-
- MARVEL SUPER HEROES VS. STREET FIGHTER
- ストリートファイターIII 2nd IMPACT -GIANT ATTACK-
- ポケットファイター
- ストリートファイターZERO3
- 超鋼戦紀キカイオー
- スポーン in The Demon's Hand
- 燃えろ!ジャスティス学園

### フリーランス時代
- SIMPLE2000シリーズ Vol.11 THE オフロード バギー
- R-TYPE FINAL
- 武蔵伝II ブレイドマスター
- ティンクルスタースプライツ -La Petite Princesse -
- クイズ機動戦士ガンダム 問・戦士
- R-TYPE TACTICS
- R-TYPE TACTICS II -Operation BITTER CHOCOLATE-
- 鋼の錬金術師 FULLMETAL ALCHEMIST 約束の日へ（サウンド制作協力）
- CV 〜キャスティングボイス〜
- @SIMPLE DL シリーズ Vol.37 THE 巨人走
- 梨汁アクション！ふなっしーの愉快なおはなっしー（サウンド制作協力）
- R-TYPE FINAL2